# Olejníkov
Olejníkov je obec na Slovensku v okrese Sabinov. V roce 2013 zde žilo 445 obyvatel. První písemná zmínka o obci pochází z roku 1454.